# 士方站
士方站（：／ Sabang yeok */?）是東海線沿線的一座鐵路車站，位於韓國庆尚北道庆州市安康邑士方里，於2021年末關閉。

## 历史
- 1918年10月31日，落成使用。
- 2016年12月30日，编入东海本线，迁至距起点站（釜山镇站）120.5公里处[1][2]。
- 2021年12月28日，停用本站。

## 相鄰車站
韓國鐵道公社
東海線
青令－士方－安康